# Mesztákon (Brád község)
Mesztákon (románul Mesteacăn): falu Romániában Hunyad megyében, Brád községben.

## Fekvése
Brádtól 5 km-re északnyugatra fekszik.

## Története
Itt tartotta 1784. október 31-én Horea nevezetes beszédét azon a gyűlésen, amelyen elhatározták, hogy felkelnek a magyarok ellen.
1910-ben 734, túlnyomórészt román lakosa volt. A trianoni békeszerződésig Hunyad vármegye Körösbányai járásához tartozott.